# ترمواکونومیک

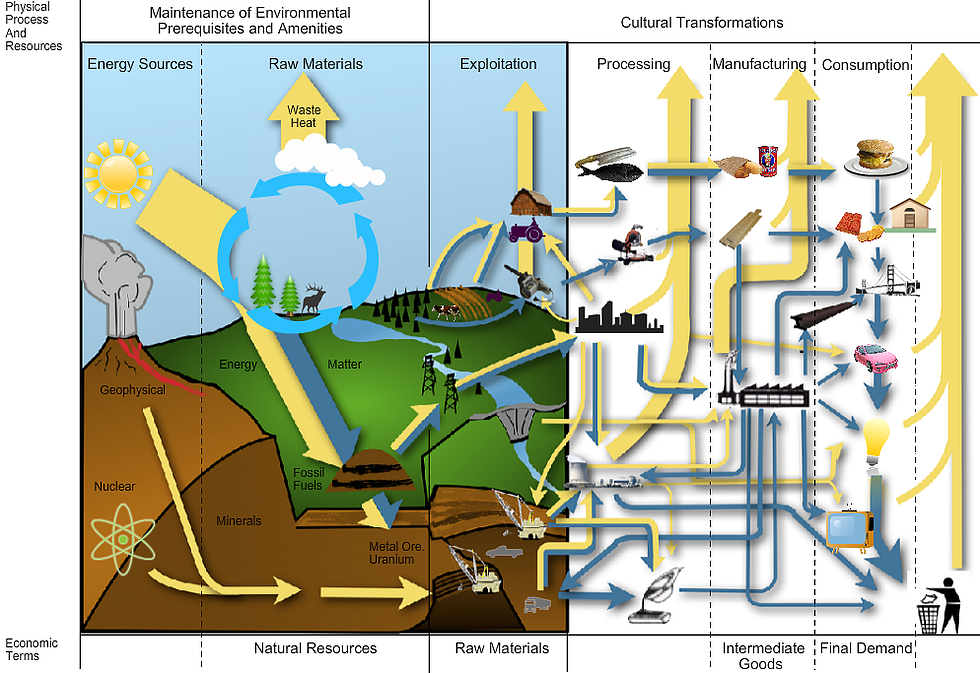
مدلی جامع و دقیق از نحوه عملکرد سیستم‌های اقتصادی واقعی.

ترمواکونومیک (به انگلسیی:Thermoeconomics) که به آن اقتصاد بیوفیزیکی (به انگلیسی:biophysical economics) نیز گفته می‌شود، مکتبی از اقتصاد دگراندیشانه است که قوانین ترمودینامیک را در نظریه اقتصادی اعمال می‌کند. ترمواکونومیک را می‌توان به عنوان فیزیک آماری ارزش اقتصادی و زیر شاخه ای از فیزیک اقتصاد در نظر گرفت.
ترمواکونومیک مطالعه راه‌ها و ابزارهایی است که جوامع بشری از طریق آنها انرژی و سایر منابع بیولوژیکی و فیزیکی را برای تولید، توزیع، مصرف و مبادله کالاها و خدمات تهیه و استفاده می‌کنند و در عین حال انواع زباله‌ها و اثرات زیست‌محیطی را ایجاد می‌کنند. اقتصاد بیوفیزیک بر پایه علوم اجتماعی و علوم طبیعی است تا بر برخی از اساسی‌ترین محدودیت‌ها و نقاط کور اقتصاد متعارف غلبه کند. این رشته درک برخی الزامات کلیدی و شرایط چارچوبی برای رشد اقتصادی و همچنین محدودیت‌ها و مرزهای مرتبط را ممکن می‌سازد.